# Lhuis
Lhuis – miejscowość i gmina we Francji, w regionie Owernia-Rodan-Alpy, w departamencie Ain.

## Demografia
Według danych na styczeń 2012 roku gminę zamieszkiwało 888 osób, a gęstość zaludnienia wynosiła 36,35 osób/km².